# ريتشارد بيل (لاعب كرة قدم أمريكية)
ريتشارد بيل (بالإنجليزية: Richard Bell)‏ هو لاعب كرة قدم أمريكية أمريكي، ولد في 3 مايو 1967.

## وصلات خارجية
- ريتشارد بيل على موقع مرجع كرة القدم المحترفة.كوم (الإنجليزية)